# جون ويلزي
جون ويلزي (بالإنجليزية: John Welsh)‏ هو ممثل أيرلندي، ولد في 7 نوفمبر 1904 في جمهورية أيرلندا، وتوفي في 21 أبريل 1985 بلندن في المملكة المتحدة.

## وصلات خارجية
- جون ويلزي على موقع IMDb (الإنجليزية)
- جون ويلزي على موقع ألو سيني (الفرنسية)
- جون ويلزي على موقع ميوزك برينز (الإنجليزية)
- جون ويلزي على موقع أول موفي (الإنجليزية)
- جون ويلزي على موقع قاعدة بيانات الأفلام السويدية (السويدية)
- جون ويلزي على موقع قاعدة بيانات الفيلم (الإنجليزية)
- جون ويلزي على موقع كينوبويسك (الروسية)